# UFC Fight Night: Cannonier vs. Rodrigues
UFC Fight Night: Cannonier vs. Rodrigues (também conhecido como UFC Fight Night 251, UFC Vegas 102 e UFC on ESPN+ 109) foi um evento de artes marciais mistas produzido pelo Ultimate Fighting Championship que aconteceu em 15 de fevereiro de 2025, no UFC Apex em Enterprise, Nevada, parte da região de Las Vegas Valley, Estados Unidos.

## Contexto
Uma luta de pesos médios entre o ex-desafiante ao Cinturão Peso Médio do UFC Jared Cannonier e o ex-campeão peso médio do LFA Gregory Rodrigues foi a luta principal do evento.
Uma luta no peso mosca feminino entre Juliana Miller, vencedora do The Ultimate Fighter: Team Peña vs. Team Nunes, e Carli Judice estava programada para este evento. No entanto, Miller se retirou da luta devido a uma lesão, então o confronto foi cancelado e Judice foi remarcada para outro evento.
Uma luta no peso médio entre Jacob Malkoun e Rodolfo Vieira estava programada para este evento. No entanto, Malkoun se retirou da luta devido a uma lesão não revelada. Ele foi substituído por Andre Petroski.
Uma luta no peso meio-médio entre Rinat Fakhretdinov e o ex-campeão meio-médio do LFA Gabriel Bonfim estava agendada para este evento. No entanto, Fakhretdinov se retirou da luta devido a uma lesão não revelada e foi substituído por Khaos Williams.
Uma luta no peso meio-médio entre Billy Goff e Nikolay Veretennikov estava programada para este evento. No entanto, Veretennikov se retirou do confronto por motivos não divulgados, e Goff foi transferido para o UFC Fight Night: Cejudo vs. Song uma semana depois, onde enfrentou Adam Fugitt como substituto.
Uma luta no peso leve entre Jared Gordon e Kauê Fernandes estava programada para este evento. No entanto, Fernandes se retirou da luta devido a problemas com o visto e foi substituído pelo estreante Mashrabjon Ruziboev. No entanto, apesar de Gordon ter batido o peso, a luta foi cancelada devido a um problema de saúde com Ruziboev.

## Prêmios de bônus
Os seguintes lutadores receberam bônus de US$ 50.000.
- Luta da Noite: Jared Cannonier vs. Gregory Rodrigues
- Performance da Noite: Edmen Shahbazyan e Gabriel Bonfim